# گل‌محمد الیاسی
گل‌محمد الیاسی (زاده ۱۳۳۶ - ورزقان) نماینده اصولگرای ورزقان و خاروانا (استان آذربایجان شرقی) در مجالس چهارم، هفتم و عضو کمیسیون اقتصادی مجلس هفتم است.

## پیونده به بیرون
- وبسایت گل محمد الیاسی بایگانی‌شده  در ۱۵ آوریل ۲۰۰۸ توسط Wayback Machine